# A Dragon Ball Kai epizódjainak listája
Az alábbi cikkben a Dragon Ball Kai című japán animesorozat részei vannak felsorolva, történetszálanként lebontva. A Dragon Ball Z Kai: The Final Chapters címen adta ki a Toei Europe. Habár Japánban 61 részt készítettek, a nemzetközi változatban 69 epizódot készítettek, a be nem mutatott részeket Amerikában mutatták be. Japánban hivatalosan 159 részes, a nemzetközi változatban 167 részes a sorozat. A zárójelben a japánok által bemutatott eredeti epizódszámot jelöli.

## Saiyan (Csillagharcos) Saga (1-26. rész) (2009)
A Dragon Ball Kai első nagyobb történetívében három különös idegen, akik magukat csillagharcosnak nevezik, érkeznek a Földre. Először Son Gokut keresik, később azonban a kristálygömbökre fáj a foguk. Legerősebb közülük Vegita, a faj bukott hercege. Az évad Raditz, Goku, és Ifjú Sátán küzdelmeit követi, valamint a harcosok felkészülését az újabb csillagharcosok érkezéséig. Vegita elmenekülése után, a harcosok rájönnek, hogy Ifjú Sátán és a Mindenható is egyek voltak abból az idegen fajból, amelyik a Namek bolygóról származik. Mivel a kristálygömböket is ők gyártották, ezért úgy döntenek, hogy a Namekre utaznak, hogy ha találnak ott gömböket, összegyűjthessék, és kívánhassanak. A harcosok egy új ellenséggel Dermesztővel kell megküzdeniük, aki ő is a kristálygömböket akarja megszerezni.
Nyitódal
Dragon Soul – előadó: Takayoshi Tanimoto (epizódok: 1 – 98)
Záródal
Yeah! Break! Care! Break! – előadó: Takayoshi Tanimoto (epizódok: 1 – 54)
"Kokoro no Hane" (心の羽根; Hepburn: "Wings of the Heart") – előadó: AKB48 (epizódok: 55 – 98)
| # | Epizód címe | Első japán sugárzás  |
| --- | --- | -------------------- |
| 1 | A harc előszele! Goku visszatér Tatakai no Makuake! Kaette Kita zo Son Gokū (闘いの幕開け! 帰ってきたぞ孫悟空; Hepburn: Tatakai no Makuake! Kaette Kita zo Son Gokū)                                                                   | 2009. április 5.     |
| Az epizód kezdetén egy visszatekintést láthatunk: a csillagharcosok bolygóját Dermesztő, a rettegett hadúr, egy erős csapással elpusztítja. Bardock, akinek fiát, Kakarrottot a Földre küldték egy űrhajóval, hogy igázza le az ott élőket, haláltusája közben fiáért kiált, hogy az bosszulja meg népüket. Öt év telt el azóta, hogy Son Goku megnyerte a 23. Harcművészetek Nagytornáját. Fia, Son Gohan az erdőben kalandozik, amikor egy tigris ellopja a sapkáját. Miközben az állatot keresi, véletlenül a folyóba zuhan. Goku a keresésére indul és megtalálja a sapkát, majd megmenti fiát is. Ezután mindketten Zseniális Teknős házához indulnak. Eközben egy különös idegen érkezik a Földre, aki a testvérét, egy bizonyos Kakarrotot keres. A műszerei egy erős földlakót érzékelnek, aki nem más, mint Ifjú Sátán. Sátán azonban nem bír az erős harcossal, aki, még mielőtt végezhetne vele, megtalálja testvérét, és a nyomába indul. Goku és Gohan megérkeznek Zseniális Teknős házába, ahol találkoznak Bulmával és Krilinnel is. A többieknek feltűnik, mennyire másként viselkedik Gohan gyerekként, mint annak idején Goku, amire az a magyarázat, hogy Chi-Chi nem engedi, hogy harcművészetet tanuljon. A titokzatos idegen a szigetre érkezik, és Raditzként mutatkozik be. Azt mondja, hogy ő Son Goku bátyja, egy csillagharcos. Gokut azért küldték a Földre, hogy elpusztítsa annak lakóit, de egy baleset miatt elfelejtette küldetése célját. Raditz arra akarja kényszeríteni öccsét, hogy tartson velük, az igen kevés számú csillagharcossal, és nem fogad el nemleges választ. | |                      |
| 2 | Az ellenség Goku testvére? A legendás csillagharcosok titka Teki wa Gokū no Ani!? Saikyō Senshi Saiyajin no Himitsu (敵は悟空の兄!? 最強戦士サイヤ人の秘密; Hepburn: Teki wa Gokū no Ani!? Saikyō Senshi Saiyajin no Himitsu)          | 2009. április 12.    |
| Azért, hogy Gokut rákényszerítse a szövetségre, Raditz elrabolja Gohant, és száz földlakó meggyilkolását kéri visszaadásáért cserébe. Goku, bár gyengébb nála, eltökélte magát, hogy visszaszerzi a fiát. Zseniális Teknős és Krillin ajánlkoznak, hogy segítenek neki, de Goku elutasítja - ha meghalnának, a kristálygömbök többé nem támaszthatnák fel őket, mert egyszer már kívánták ezt. Váratlanul megérkezik Ifjú Sátán, aki kényszerű szövetséget ajánl Gokunak. Ketten indulnak megkeresni Gohant a kristálygömblokátor segítségével. Raditz észleli érkezésüket, de nem hiszi, hogy a két harcos lenne az, mert a harci kapacitásuk túl nagynak tűnik. Végül rájön, hogy igazából Gohanból árad ez az erő. | |                      |
| 3 | Küzdelem életre-halálra! Goku és Sátán kétségbeesett harca Inochi o Kaketa Tatakai! Gokū to Pikkoro Sutemi no Mōkō (命をかけた闘い! 悟空とピッコロ捨て身の猛攻; Hepburn: Inochi o Kaketa Tatakai! Gokū to Pikkoro Sutemi no Mōkō")     | 2009. április 19.    |
| Goku és Ifjú Sátán mindent bevetnek Raditz ellen, de nem érhetnek fel ketten sem az erejével. Mindketten megsérülnek, Sátán pedig elveszti az egyik karját. Hogy legyőzhesse, Sátán beveti új, speciális támadását, ám ez sem elég. Goku végül elkapja Raditz farkát, amivel láthatóan legyőzi és megadásra kényszeríti őt. Goku naiv módon elengedi, ám Raditz orvul rátámad. Már majdnem megölné, amikor különös erőt észlel Gohan felől. Gohan dühe elszabadul, ahogy látja, hogyan kínozza Raditz Gokut, és ellátja a csillagharcos baját. Ereje azonban gyorsan elfogy, így Raditz ellentámadásba megy át, hogy végezzen vele. Goku azonban még ekkor elég erős ahhoz, hogy lefogja őt, amíg Sátán újra összeszedi minden erejét támadásához. Ez a csapás sajnos megöli Gokut is. Sátán elmondja a haldokló Raditznak, hogy léteznek kristálygömbök, ám döbbenten veszi tudomásul, hogy egy átjátszó segítségével a másik két csillagharcos, akik erősebbek nála, tudomást szerzett róla, és egy év múlva a Földre érkeznek. | |                      |
| 4 | 'Fuss át a másvilágon, Son Goku! Az Egymillió Kígyó Útja Anoyo de Hashire Son Gokū! Hyaku-man Kiro no Hebi no Michi (あの世で走れ孫梧空! 100万キロの蛇の道; Hepburn: Anoyo de Hashire Son Gokū! Hyaku-man Kiro no Hebi no Michi)       | 2009. április 26.    |
| Hogy felkészítse a visszatérésre, a Mindenható úgy dönt, hogy az Északi Kaitóhoz küldi Gokut, aki egy legendás harcművészeti mester. Ám ahhoz, hogy eljusson hozzá, a kígyók útján kell áthaladnia, melyről ha lezuhan, örök időkre a senki földjén ragad. Közben Ifjú Sátán úgy dönt, hogy tréningezni fogja Gohant, és először a félelem erejével próbálja meggyőzni. Bulma nekilát tanulmányozni a Raditz által hátrahagyott szenzort, míg Krillinre vár a feladat, hogy közölje Chi-Chivel, mi történt szeretteivel. | |                      |
| 5 | Túlélés a vadonban! A holdfény felébreszti Gohant Kōya no Sabaibaru! Tsukiyo ga Gohan o Yobisamasu (荒野のサバイバル! 月夜が悟飯を呼び覚ます; Hepburn: Kōya no Sabaibaru! Tsukiyo ga Gohan o Yobisamasu)                               | 2009. május 3.       |
| Ifjú Sátán fél évre magára hagyja Gohant egy erdőben, hogy megtanítsa az önálló életre, ahogyan az korábban vele is történt. Megjelenik Yai, és Krilinnek új feladatot ad: össze kell gyűjtenie Yamchát, Tensinhant és Chaost, hogy felkészülhessenek a csillagharcosok érkezésére. Azt is elmondja, hogy Baba azt üzeni: Goku szeretné, ha még az érkezésük előtt feltámasztanák. Időközben Gohan belenéz a teliholdba, és egy hatalmas majommá változik. Mivel sehogy máshogy nem tudja megállítani, Ifjú Sátán kénytelen elpusztítani a Holdat. Ezután a biztonság kedvéért eltávolítja Gohan farkát, és olyan ruházatot s kardot ad neki, amilyen neki is van. | |                      |
| 6 | Az út vége! Kaitó tréfás próbái Tadori Tsuita Shūten! Kaiōsama no Ochame na Shiren (辿り着いた終点!界王様のおちゃめな試練; Hepburn: Tadori Tsuita Shūten! Kaiōsama no Ochame na Shiren)                                                | 2009. május 10.      |
| Ifjú Sátán végre megkezdi Gohan harcosi kiképzését. Közben Goku megérkezik Kaitó mester palotájába, ahol találkozik egy majommal, akiről úgy hiszi, ő a keresett mester. Ő valójában a háziállata, és Goku első feladata éppen az, hogy el kell kapnia a majmot, ami nem is olyan egyszerű, lévén a bolygón a gravitáció a tízszerese a földiének. | |                      |
| 7 | Harc a tízszeres gravitációval! Goku küzdelme az idővel Jū-bai Jūryoku to Tatakae! Gokū yo Shugyō wa Kakekko da (10倍重力と闘え!悟空よ修行はかけっこだ; Hepburn: Jū-bai Jūryoku to Tatakae! Gokū yo Shugyō wa Kakekko da)              | 2009. május 17.      |
| Három heti kemény próbálkozás után végül Goku sikerrel jár. Goku következő feladata leütni Gregoryt, a tücsköt, egy nehéz kalapáccsal. Miután ez sikerül, Kaitó végre megtanítja neki titkos technikáját. | |                      |
| 8 | Shenlong megjelenik! A csillagharcosok vártnál korábbi érkezése Ide yo Shenron! Saiyajin Tsui ni Chikyū Tōchaku (いでよ神龍!サイヤ人ついに地球到着; Hepburn: Ide yo Shenron! Saiyajin Tsui ni Chikyū Tōchaku)                          | 2009. május 24.      |
| Hetven napi kemény edzés után Goku végül erősebb és gyorsabb lett. Ám a csillagharcosok is megérkeztek, ezért Zseniális Teknősékre vár a feladat, hogy feltámasszák. Sajnos azonban a visszafelé tartó utat is meg kell tennie még, ezért mihamarabb elindul. | |                      |
| 9 | Yamcha küzdelme! A különös élőlények Yamucha Funtō! Osoru Beshi Saibaiman (ヤムチャ奮闘!おそるべし栽培マン; Hepburn: Yamucha Funtō! Osoru Beshi Saibaiman)                                                                             | 2009. május 31.      |
| A csillagharcosok megérkeznek, ezt megünnepelve Nappa mindjárt el is pusztít egy egész várost. A harcosok megérzik érkezésüket és elindulnak feléjük. Nappa és Vegita közben rátalálnak Gohanra és Ifjú Sátánra. Vegita elárulja Sátánnak, hogy ő egy nameki, azaz egy idegen fajhoz tartozik. Közben Yai is észreveszi, hogy az ellenség megérkezett, ám ahelyett hogy harcolna, a felmentősereg vezérének szerepét játssza, hogy élelmet szerezzen. Vegita és Nappa puszta szórakozásból furcsa kreatúrákat uszít a harcosokra, hogy teszteljék erejüket. Tensinhan simán visszaveri őket, és úgy tűnik, hogy Yamcha is, ám az egyik lény váratlanul megragadja, és önmegsemmisítő mechanizmusával megöli őt. | |                      |
| 10 | Megállj, Chiaotzu! Tenshinhan hármas sugár-csapása Matte ro Chaozu! Tenshinhan Zekkyō no Kikōhō (待ってろ餃子! 天津飯絶叫の気功砲; Hepburn: Matte ro Chaozu! Tenshinhan Zekkyō no Kikōhō)                                              | 2009. június 7.      |
| Yamcha váratlan halála mindenkit megrendít, különösen Bulmát. Krilin ezen feldühödve szembeszáll a lényekkel, és végez is mindegyikükkel. Ám ekkor előlép Nappa, aki sokkal erősebbnek tűnik mindannyiuknál. Tensinhant súlyosan megsebesíti Nappa. Hogy mentse társát, Chaos egy öngyilkos támadással vetődik a csillagharcosra. Áldozata azonban hiábavaló volt, mert Nappa alig sérült meg. Sátán és Krilin ketten is keveseknek tűnnek ellene, Tensin pedig utolsó erejéig harcol, majd holtan esik össze. Sátán, Krilin és Gohan már mind Goku érkezésére várnak. El is mondják ezt Vegitának, aki halálra unja magát a gyenge földlakók miatt. Három órát ad Goku érkezéséig, addig pedig pusztításba kezd Nappa a Földön. | |                      |
| 11 | Vajon Goku idejében megérkezik? Három óra van hátra a küzdelemig Maniau ka Son Gokū!? Sentō Saikai Made Sanjikan (間に合うか孫悟空!? 戦闘再開まで3時間; Hepburn: Maniau ka Son Gokū!? Sentō Saikai Made Sanjikan)                      | 2009. június 14.     |
| Hogy feltartsák Goku érkezéséig, Gohan, Krilin és Sátán ismét a régi taktikához folyamodnak: megragadják Nappa farkát, hogy ezzel gyengítsék le. Ám úgy tűnik, a két csillagharcos már immunis erre a támadásra. Krilint és Sátánt legyőzi, és éppen arra készül, hogy Gohannal is végezzen. Hogy megmentse Gohant, akit igaz barátjának tartott, Sátán feláldozza az életét. | |                      |
| 12 | Isten veled, Sátán! Goku dühödt ellentámadása Pikkoro ga Nagashi ta Namida... Son Gokū Ikari no Dai Hangeki! (ピッコロが流した涙…孫悟空怒りの大反撃!; Hepburn: Pikkoro ga Nagashi ta Namida... Son Gokū Ikari no Dai Hangeki!)         | 2009. június 21.     |
| Sátán halálával a Mindenható és a kristálygömbök is eltűnnek, tehát úgy tűnik, elveszett minden remény. Ekkor azonban megérkezik Goku, aki magához téríti Gohant és Krilint. Megtudván, mi történt barátaival, minden dühét Nappán készül levezetni. Goku szemlátomást sokkal erősebb Nappánál, akit végül le is győz. Vegita ekkor azt kéri, hagyja abba a harcot, mert majd ő foglalkozik Gokuval. | |                      |
| 13 | Kaitó technikájának ereje! Goku vs. Vegita Kore ga Kaiōken da!! Genkai Batoru no Gokū tai Bejīta (これが界王拳だ!! 限界バトルの悟空VSべジータ; Hepburn: Kore ga Kaiōken da!! Genkai Batoru no Gokū tai Bejīta)                         | 2009. június 28.     |
| Nappa megtámadja Krilint és Gohant, amit Goku egy bivalyerős támadással véd ki. A legyőzött és megalázott Nappát végül Vegita öli meg, aki nem tolerálja a gyengeséget. Goku elküldi a harcmezőről Krilint és Gohant. Bár rengeteget tanult és nagyon erőssé vált, még így sem éri fel Vegita erejét. Kétszer próbálkozik meg Kaitó technikájával, ám ez is kevésnek bizonyul. Ekkor harmadszor is megpróbálkozik vele, noha tudja, hogy ez rá nézve is végzetes lehet. | |                      |
| 14 | Hatalmas Kamehameha! Vegita szörnyű átváltozása' Gekitotsu Kamehameha! Bejīta Shūnen no Dai-henshin (激突かめはめ波! ベジータ執念の大変身; Hepburn: Gekitotsu Kamehameha! Bejīta Shūnen no Dai-henshin)                                | 2009. július 5.      |
| Kaitó technikájának harmadik alkalmazása végre elég erős volt Vegitával szemben, aki sértettségében úgy dönt, ha már Gokuval nem bír, akkor elpusztítja a Földet. Goku igyekszik megállítani, de sikertelenül. Végül egy negyedik csapással kilöki Vegitát az űrbe, ő maga azonban teljesen kimerül. Vegita nem sokkal később visszatér, és úgy dönt, legvégső erejét is beveti, és óriásmajommá változik. Krilin és Gohan megrémülnek, és úgy döntenek, visszamennek a csatatérre. | |                      |
| 15 | Goku a kötélen! A mindent elsöprő lélekbomba Zettai Zetsumei no Gokū! Genki Dama ni Negai o Takuse (絶体絶命の悟空! 元気玉に願いを託せ; Hepburn: Zettai Zetsumei no Gokū! Genki Dama ni Negai o Takuse)                                | 2009. július 12.     |
| Egy mesterségesen létrehozott hold segítségével Vegita átváltozik óriási majommá, ám úgy tűnik, képes kontrollálni tetteit ebben az állapotban is. Goku utolsó csapásával arra készül, hogy megállítsa őt, ám ez a támadás csak részben sikerül. Goku teljesen kimerült, és élete Vegita kezében van. K | |                      |
| 16 | Legyőzik a sebezhetetlen Vegitát! Son Gohan csodát tesz Datō Fujimi no Bejīta! Kiseki o Okose Son Gohan (打倒不死身のベジータ! 奇跡を起こせ孫悟飯; Hepburn: Datō Fujimi no Bejīta! Kiseki o Okose Son Gohan)                           | 2009. július 19.     |
| rilin Goku segítségével képes lesz megtámadni Vegitát. Ám a csillagharcos még ezt is képes lesz túlélni és visszavágni. Ezután arra készül, hogy végleg legyőzze a három harcost, ám Vegita döbbenten látja, hogy Gohan farka újra kinőtt. A mesterséges hold hatására Gohan dühöngő majommá változik, és leveri Vegitát. A csillagharcos az utolsó pillanatban ugyan levágja a farkát, de Gohan egy végső csapással teljesen leteríti őt. | |                      |
| 17 | A kiélezett küdzelem hajnala... Sátán szülőhazája a reménysugár Gekisen no Yoake... Kibō no Hoshi wa Pikkoro no Furusato (激戦の夜明け... 希望の星はピッコロの故郷; Hepburn: Gekisen no Yoake... Kibō no Hoshi wa Pikkoro no Furusato) | 2009. augusztus 2.   |
| A vesztes és kimerült Vegita bemászik az űrhajójába, és bár a többiek végeznének vele, Goku hagyja, hogy szabadon távozzon. Bár Vegitát legyőzték, rengeteg áldozattal járt a küzdelem. A kristálygömbök eltűntek, ezért a feltámasztásuk is lehetetlenné vált, de Krilinnek támad egy ötlete. Nem kellene mást tenniük, csak ellátogatni Ifjú Sátán anyabolygójára, a Namekre, ahol nyilvánvalóan kell még lennie hasonló gömböknek. Mivel az út földi technikával iszonyú hosszú ideig tartana, úgy döntenek, Nappa űrhajójával indulnak útnak. | |                      |
| 18 | Megvan az űrhajó! Irány a Namek bolygó!' Yunzabitto ni Nemuru Uchūsen! Namekkusei e Iza Hasshin (ユンザビットに眠る宇宙船! ナメック星へいざ発進; Hepburn: Yunzabitto ni Nemuru Uchūsen! Namekkusei e Iza Hasshin)                      | 2009. augusztus 9.   |
| Bulma véletlenül beüzemeli az önmegsemmisítő berendezést, amitől az űrhajó felrobban. Nagy szerencséjükre azonban megérkezik Momo, és felajánlja segítségét. Bár Bulma fél az idegen alaktól, mégis vele tart a világ végére, ahol megtalálják és beüzemelik azt az űrhajót, amivel annak idején a Mindenható érkezett a Földre. A Mindenható űrhajója nameki nyelven irányítható csak, ezért Momo megtanítja rá Bulmát. Goku, Krillin és Gohan még lábadoznak. Mivel Goku sérülései súlyosabbak voltak, ő még sokáig kórházban kell, hogy maradjon, így úgy dönt, később megy a többiek után. | |                      |
| 19 | Egy hatalmas új ellenség! Dermesztő, az Univerzum ura Arata Naru Kyōteki! Uchū no Teiō Furīza (新たなる強敵! 宇宙の帝王フリーザ; Hepburn: Arata Naru Kyōteki! Uchū no Teiō Furīza)                                                     | 2009. augusztus 16.  |
| Gohan, Bulma, és Krillin megérkeznek a Namekre, ahol legnagyobb megdöbbenésükre Vegitával találkoznak. Ám nem ez a legnagyobb problémájuk, ugyanis megjelenik Dermesztő is. Dermesztő már összegyűjtött négy kristálygömböt és tudatában van annak, hogy Vegita is a bolygón van. Egyik emberét, Cuit küldi ellene. Az azonban nem számolt azzal, hogy Vegita a földi harcok óta erősebb lett (mivel egy csillagharcos, ha felépül a sérüléseiből, erőebbé válik), és végez vele. | |                      |
| 20 | Lázadás Dermesztő ellen! Vegita ambíciói Furīza e no Hangyaku! Yabō ni Moeru Bejīta (フリーザへの反逆! 野望に燃えるベジータ; Hepburn: Furīza e no Hangyaku! Yabō ni Moeru Bejīta)                                                      | 2009. augusztus 23.  |
| Gohan és Krillin nekilátnak megkeresni a legközelebbi nameki falut, míg Bulma kilesi, hogy akarják Dermesztőék megszerezni az ötödik gömböt. Közben a Földön Yai egy zsák varázsbabot ad Gokunak, amitől az teljesen felépül, majd az idegen űrhajó egy gravitációsan módosított változatával elindul a Namek felé. | |                      |
| 21 | Védd a kristálygömböket! A namekiek támadása Mamore Doragon Bōru! Namekkuseijin Sōkōgeki (守れドラゴンボール！ナメック星人総攻撃; Hepburn: Mamore Doragon Bōru! Namekkuseijin Sōkōgeki)                                                | 2009. augusztus 30.  |
| Dermesztő és harcosai a namekiek vezetőjét zsarolja a lakosok lemészárlásával, a kristálygömbökért cserébe. Gohan nem bírja nézni a szenvedésüket, ezért besegít három namekinek, akik így könnyűszerrel legyőzik a zsoldosokat. A dühös Dermesztő ezért egyik legkeményebb harcosát, Dodoriát küldi ellenük. Dodoria könnyűszerrel végez a nameki harcosokkal, majd megszerzi az ötödik kristálygömböt. Ezután, dacára az együttműködésüknek, végez a vezetőjükkel is. Bulma megtudja, hogy Goku úton van a Namek felé, méghozzá egy hússzoros gravitációval bíró űrhajón, ahol nyugodtan tud edzeni. | |                      |
| 22 | Dodoria rémisztő üldözése! Vegita megtudja az igazságot! Mōtsui Dodoria no Kyōfu! Bejīta ni Akasu Shinjitsu (猛追ドドリアの恐怖! ベジータに明かす真実; Hepburn: Mōtsui Dodoria no Kyōfu! Bejīta ni Akasu Shinjitsu)                    | 2009. szeptember 6.  |
| Mielőtt Dodoria Dendével, az utolsó túlélő fiúval is végezne, Gohan kimenti őt, nyomában Krillinnel. A dühös Dodoria követi őket, akivel a váratlanul felbukkanó Vegitának egyébként is elszámolnivalója van vele. A csillagharcos könnyűszerrel legyőzi őt, és hogy mentse az életét, bevallja, hogy Dermesztő pusztította el az anyabolygóját. Vegita a hír ellenére is végez a zsoldossal. | |                      |
| 23 | Vegita mesterkedései! Tragikus csapás a namekiekre nyaku no Bejīta! Namekkuseijin wo Osō Higeki (暗躍のベジータ! ナメック星人を襲う悲劇; Hepburn: nyaku no Bejīta! Namekkuseijin wo Osō Higeki)                                        | 2009. szeptember 13. |
| Vegita megtalálja a hatodik kristálygömböt, melyet biztonságba helyez. Krillin és Gohan a legöregebb nameki, Guru keresésére indulnak, ugyanis nála van a hetedik kristálygömb. Közben Kaitó figyelmezteti Gokut, hogy nehogy szembeszálljanak Dermesztővel. | |                      |
| 24 | Újjászületett barátok! Zarbon átalakulása Yomigaeru Nakama-tachi! Bisenshi Zābon Akuma no Henshin (甦る仲間たち! 美戦士ザーボン悪魔の変身; Hepburn: Yomigaeru Nakama-tachi! Bisenshi Zābon Akuma no Henshin)                           | 2009. szeptember 20. |
| A Nameken Dermesztő egyik embere, Zarbon, megtalálja Vegitát, és összecsap vele. Bár úgy tűnik, hogy a csillagharcos könnyűszerrel győz, úgy tűnik, Zarbon is tartogat egyet s mást. Zarbon, látván, hogy önmagában nem megy semmire, szabadjára engedi igazi erejét. Egy hatalmas hüllőszerű lénnyé változik, aki beletaszítja Vegitát egy tóba, akiről úgy hiszi, meghalt. Kaitó mester szorgosan képzi a másvilágon rekedt harcosokat. | |                      |
| 25 | Krillin szintet lép! Dermesztő fenyegető árnya Pawā Appu da Kuririn! Ugomeku Furīza no Yokan (パワーアップだクリリン! うごめくフリーザの予感; Hepburn: Pawā Appu da Kuririn! Ugomeku Furīza no Yokan)                                  | 2009. szeptember 27. |
| Krillin és Dende végre találkoznak Guruval és segítőjével, Nail-lel, aki nagyon hasonlít Sátánra. Átadja Krillinnek a hetedik kristálygömböt, majd új, rejtett erőket ébreszt fel benne. Közben Zarbon jelenti Dermesztőnek, hogy megölte Vegitát, aki ezt nem hiszi, ezért utasítja zsoldosát, hogy hozza elé a testét. | |                      |
| 26 | Az összeesküvés bedől! Vegita kontra Zarbon' Kudake Chire Inbō! Gyakushū no Bejīta tai Zābon (砕け散れ陰謀! 逆襲のベジータVSザーボン; Hepburn: Kudake Chire Inbō! Gyakushū no Bejīta tai Zābon)                                        | 2009. október 4.     |
| Vegita magához tér, és elhatározza, hogy megszökik a kristálygömbökkel együtt. Sikerrel is jár, a dühöngő Dermesztő pedig egyetlen órát ad Zarbonnak, hogy megtalálják azokat, különben az életével fizet. Vegita azonban jól elrejti a gömböket, tudván, hogy a zsoldosok nem tudják érzékelni a helyzetüket. Gohan visszamegy az elpusztított nameki faluba, túlélőket keresni. Krilin felkeresi a rejtőzködő Bulmát, ám Zarbon és Vegita követték őt. Megküzdenek egymással a kristálygömbért, és ezúttal Zarbon húzza a rövidebbet. Vegita elveszi a gömböt és a másik öt mellé helyezi. | |                      |

## Frieza (Dermesztő) Saga (27-52. rész) (2009-2010)
A második történetszálban a csillagharcosokkal való összecsapás azonban csak a kezdet, mert Goku és társai megindulnak a világűrbe, ahol különféle gonosz hódítókkal kell szembenézniük. A Namek bolygón, Ifjú Sátán szülőbolygóján találkozik a zsarnoki Dermesztővel és csatlósaival, aki felelős a csillagharcosok kipusztulásáért. A vele vívott küzdelem során sikerül Son Gokunak elérnie a különlegesen ritka szuper csillagharcos szintet.
Nyitódal
Dragon Soul – előadó: Takayoshi Tanimoto (epizódok: 1 – 98)
Záródal
Yeah! Break! Care! Break! – előadó: Takayoshi Tanimoto (epizódok: 1 – 54)
| #  | Epizód címe | Első japán sugárzás |
| -- | --- | ------------------- |
| 27 | A Touch-and-Go Situation! Gohan, Protect the Four-Star Ball! Isshokusokuhatsu no Pinchi! Gohan yo Sūshinchū o Mamore (一触即発のピンチ! 悟飯よ四星球を守れ; Hepburn: Isshokusokuhatsu no Pinchi! Gohan yo Sūshinchū o Mamore)                       | 2009. október 11.   |
| 28 | The Countdown to Battle Begins! Enter, The Ginyu Force! Semaru Chōkessen! Ginyū Tokusentai Tadaima Sanjō! (迫る超決戦! ギニュー特戦隊只今参上ッ!; Hepburn: Semaru Chōkessen! Ginyū Tokusentai Tadaima Sanjō!)                                       | 2009. október 18.   |
| 29 | First Up for the Ginyu Force! Guldo’s Time Freeze! Tokusentai no Ichibante! Gurudo no Jubaku o Uchi Kuzuse (特戦隊の一番手! グルドの呪縛を打ち崩せ; Hepburn: Tokusentai no Ichibante! Gurudo no Jubaku o Uchi Kuzuse)                               | 2009. október 25.   |
| 30 | The Nightmare Recoome! Come Out and Play, Vegeta! Jigoku no Rikūmu! Tanoshimasero yo Bejīta-chan (地獄のリクーム! 楽しませろよベジータちゃん; Hepburn: Jigoku no Rikūmu! Tanoshimasero yo Bejīta-chan)                                              | 2009. november 1.   |
| 31 | Goku Arrives At Last! Take Down the Ginyu Force! Son Gokū Tsuini Tōchaku! Kechirase Ginyū Tokusentai (孫悟空ついに到着! 蹴散らせギニュー特戦隊; Hepburn: Son Gokū Tsuini Tōchaku! Kechirase Ginyū Tokusentai)                                       | 2009. november 8.   |
| 32 | The Star Player Appears! Ginyu vs. Goku! Shin'uchi Tōjō!? Ginyū Taichō VS Son Gokū (真打ち登場!? ギニュー隊長VS孫悟空; Hepburn: Shin'uchi Tōjō!? Ginyū Taichō VS Son Gokū)                                                                          | 2009. november 15.  |
| 33 | Full Power, Goku! Captain Ginyu’s Desperate Attack! Furu Pawā da Son Gokū! Ononoku Ginyū ni Hisaku Ari!? (フルパワーだ孫悟空! おののくギニューに秘策あり!?; Hepburn: Furu Pawā da Son Gokū! Ononoku Ginyū ni Hisaku Ari!?)                          | 2009. november 22.  |
| 34 | Surprise! Goku is Ginyu and Ginyu is Goku!? Bikkuri! Gokū ga Ginyū de Ginyū ga Gokū!? (ビックリ! 悟空がギニューでギニューが悟空!?; Hepburn: Bikkuri! Gokū ga Ginyū de Ginyū ga Gokū!?)                                                              | 2009. november 29.  |
| 35 | Goku’s Comeback! Call Forth Porunga! Gokū Dai-Gyakuten!? Ima Koso Ide yo Chō-Shenron! (悟空大逆転!? 今こそいでよ超神龍!; Hepburn: Gokū Dai-Gyakuten!? Ima Koso Ide yo Chō-Shenron!)                                                                 | 2009. december 6.   |
| 36 | Frieza Closes In! Mighty Porunga, Grant Our Wish! Gekikō Furīza ga Semaru! Porunga yo... Negai o Kanae Tamae! (激昂フリーザが迫る! ポルンガよ…願いを叶えたまえ!; Hepburn: Gekikō Furīza ga Semaru! Porunga yo... Negai o Kanae Tamae!)              | 2009. december 13.  |
| 37 | A Nightmare Transformation! Frieza's Power Level-One Million!? Akumu no Chō Henshin! Sentōryoku Hyaku-man no Furīza (悪夢の超変身! 戦闘力100万のフリーザ; Hepburn: Akumu no Chō Henshin! Sentōryoku Hyaku-man no Furīza)                            | 2009. december 20.  |
| 38 | Frieza Bares His Fangs! Gohan's Overwhelming Attack Kiba o Muku Furīza! Chōzetsu Pawā ga Gohan o Osō (牙をむくフリーザ! 超絶パワーが悟飯を襲う; Hepburn: Kiba o Muku Furīza! Chōzetsu Pawā ga Gohan o Osō)                                          | 2009. december 27.  |
| 39 | Piccolo Reborn! Frieza's Second Transformation Shinsei Pikkoro Arawaru! Gekido Furīza Dai Ni no Henshin (新生ピッコロあらわる! 激怒フリーザ第2の変身; Hepburn: Shinsei Pikkoro Arawaru! Gekido Furīza Dai Ni no Henshin)                            | 2010. január 10.    |
| 40 | Frieza's Final Transformation: The Ultimate Nightmare Begins Furīza Saigo no Chō Henshin! Jigoku Ijō no Kyōfu ga Hajimaru (フリーザ最後の超変身! 地獄以上の恐怖がはじまる; Hepburn: Furīza Saigo no Chō Henshin! Jigoku Ijō no Kyōfu ga Hajimaru)   | 2010. január 17.    |
| 41 | The Moment of Truth Approaches! Goku Back in Action! Machinimatta ze Kono Shunkan! Son Gokū ga Fukkatsu da (待ちに待ったぜこの瞬間! 孫悟空が復活だ; Hepburn: Machinimatta ze Kono Shunkan! Son Gokū ga Fukkatsu da)                                 | 2010. január 24.    |
| 42 | Defeat Frieza, Goku! The Tears of the Proud Saiyan Prince! Furīza o Taose Son Gokū! Hokori-Takaki Bejīta no Namida (フリーザを倒せ孫悟空! 誇り高きベジータの涙; Hepburn: Furīza o Taose Son Gokū! Hokori-Takaki Bejīta no Namida)                   | 2010. január 31.    |
| 43 | Goku vs. Frieza! The Super Showdown Begins! Son Gokū tai Furīza! Chō-Kessen no Makuake da! (孫悟空VSフリーザ! 超決戦の幕開けだ!; Hepburn: Son Gokū tai Furīza! Chō-Kessen no Makuake da!)                                                           | 2010. február 7.    |
| 44 | A Boundary-Pushing Brawl! Goku, Frieza, and Ginyu Again? Genkai Toppa no Nikudansen! Gokū to Furīza to Ginyū Futatabi!? (限界突破の肉弾戦! 悟空とフリーザとギニュー再び!?; Hepburn: Genkai Toppa no Nikudansen! Gokū to Furīza to Ginyū Futatabi!?) | 2010. február 14.   |
| 45 | Kaio-Ken Times Twenty! An All-Or-Nothing Kamehame-Ha! Nijū-bai Kaiōken da! Subete o Kaketa Kamehameha (20倍界王拳だ! すべてを賭けたかめはめ波; Hepburn: Nijū-bai Kaiōken da! Subete o Kaketa Kamehameha)                                            | 2010. február 21.   |
| 46 | The Final Trump Card! Goku's Ultimate Spirit Bomb! Kore ga Saigo no Kirifuda da! Gokū no Tokudai Genki Dama (これが最後の切り札だ! 悟空の特大元気玉; Hepburn: Kore ga Saigo no Kirifuda da! Gokū no Tokudai Genki Dama)                             | 2010. február 28.   |
| 47 | Awaken, Legendary Warrior! Goku the Super Saiyan! Mezamero Densetsu no Senshi... Sūpā Saiyajin, Son Gokū! (目覚めろ伝説の戦士... 超サイヤ人、孫悟空!; Hepburn: Mezamero Densetsu no Senshi... Sūpā Saiyajin, Son Gokū!)                             | 2010. március 7.    |
| 48 | The Angry Super Saiyan! Goku Throws Down the Gauntlet! Okoreru Sūpā Saiyajin! Nanori o Agero Son Gokū! (怒れる超サイヤ人! 名乗りを上げろ孫悟空!; Hepburn: Okoreru Sūpā Saiyajin! Nanori o Agero Son Gokū!)                                          | 2010. március 14.   |
| 49 | Avenge the Fallen, Goku! Countdown to the Planet's Destruction! Ada o Ute Son Gokū! Wakusei Hōkai no Kauntodaun (仇を討て孫悟空! 惑星崩壊のカウントダウン; Hepburn: Ada o Ute Son Gokū! Wakusei Hōkai no Kauntodaun)                                | 2010. március 21.   |
| 50 | Full Power Frieza! Shenron, Grant Our Wish! Furīza Kesshi no Furu Pawā! Negai o Todokete Kure Shenron (フリーザ決死のフルパワー! 願いを届けてくれ神龍; Hepburn: Furīza Kesshi no Furu Pawā! Negai o Todokete Kure Shenron)                          | 2010. március 28.   |
| 51 | Goku's Furious Roar! A Last-Minute Wish! Gokū Gekido no Osakebi! Ma ni Ae... Kishi-Kaisei no Negai! (悟空激怒の雄叫び! 間に合え…起死回生の願い!; Hepburn: Gokū Gekido no Osakebi! Ma ni Ae... Kishi-Kaisei no Negai!)                               | 2010. április 4.    |
| 52 | Duel on a Vanishing Planet! The Final Showdown! Kieyuku Hoshi ni Nokotta Futari! Kore ga Saishū Kessen da (消えゆく星に残った2人! これが最終決戦だ; Hepburn: Kieyuku Hoshi ni Nokotta Futari! Kore ga Saishū Kessen da)                             | 2010. április 11.   |

## Androids (Robotok) Saga (53-77. rész) (2010)
A harmadik történetszálban, Goku legyőzi Dermesztőt, és felrobban a Namek bolygó. Dermesztő túlélte a Nameken történteket, és egyenesen a Földre tart. ott azonban egy, a jövőből érkezett harcos, Trunks, miszlikbe aprítja őt, majd figyelmezteti a harcosokat az androidok érkezésére, akik igazán kemény ellenfeleknek ígérkeznek. Az androidok építője, Dr. Gero hamarosan fel is bukkan, és kilátástalan küzdelembe viszi bele a harcosokat. Mindeközben egy különös szerzet bukkan fel, aki magát Cellnek nevezi, és testének tökéletesítése céljából magába akarja olvasztani az androidokat.
Nyitódal
Dragon Soul – előadó: Takayoshi Tanimoto (epizódok: 1 – 98)
Záródal
Yeah! Break! Care! Break! – előadó: Takayoshi Tanimoto (epizódok: 1 – 54)
"Kokoro no Hane" (心の羽根; Hepburn: "Wings of the Heart") – előadó: AKB48 (epizódok: 55 – 98)
| #  | Epizód címe | Első japán sugárzás  |
| -- | --- | -------------------- |
| 53 | Goku's Final Attack! Countdown to Planet Namek's Destruction! Son Gokū, Saigo no Ichigeki... Namekku-sei Uchū ni Chiru (孫悟空、最後の一撃... ナメック星宇宙に散る; Hepburn: Son Gokū, Saigo no Ichigeki... Namekku-sei Uchū ni Chiru)                              | 2010. április 18.    |
| 54 | Goku Vanishes Into Space! Welcome Home, Super Warriors! Uchū ni Kieta Gokū... Yomigaere! Chō Senshi-tachi (宇宙に消えた悟空... 甦れ! 超戦士たち; Hepburn: Uchū ni Kieta Gokū... Yomigaere! Chō Senshi-tachi)                                                        | 2010. április 25.    |
| 55 | There Is Planet Earth, Father! Frieza and King Cold Strike Back! Are ga Chikyū da yo Papa... Furīza-Oyako no Gyakushū (あれが地球だよパパ... フリーザ親子の逆襲; Hepburn: Are ga Chikyū da yo Papa... Furīza-Oyako no Gyakushū)                                     | 2010. május 2.       |
| 56 | I Will Defeat Frieza! Another Super Saiyan! Furīza wa Boku ga Taosu! Mō Hitori no Sūpā Saiyajin (フリーザはボクが倒す! もう一人の超サイヤ人; Hepburn: Furīza wa Boku ga Taosu! Mō Hitori no Sūpā Saiyajin)                                                          | 2010. május 9.       |
| 57 | Welcome Back, Goku! Confessions of the Mysterious Youth, Trunks! Okaeri Son Gokū! Nazo no Shōnen Torankusu no Kokuhaku (おかえり孫悟空! 謎の少年トランクスの告白; Hepburn: Okaeri Son Gokū! Nazo no Shōnen Torankusu no Kokuhaku)                                   | 2010. május 16.      |
| 58 | Goku's New Move, Instant Transmission! The Three-Year Training Session Begins! Gokū no Shin Waza, Shunkan Idō! San-nen Go ni Kaketa Tokkun" (悟空の新ワザ、瞬間移動! 3年後に賭けた特訓; Hepburn: Gokū no Shin Waza, Shunkan Idō! San-nen Go ni Kaketa Tokkun)       | 2010. május 23.      |
| 59 | Undetectable Monsters! The Androids Appear! Kehai o Motanu Futari-gumi! Jinzōningen, Arawaru (気配を持たぬ2人組! 人造人間、あらわる; Hepburn: Kehai o Motanu Futari-gumi! Jinzōningen, Arawaru)                                                                     | 2010. május 30.      |
| 60 | The Unbeatable Enemy Within! Goku vs. Android 19! Uchi-naru Teki to no Hasami-Uchi!? Son Gokū tai Jinzōningen Jūkyū-gō (内なる敵との挟み撃ち!? 孫悟空VS人造人間19号; Hepburn: Uchi-naru Teki to no Hasami-Uchi!? Son Gokū tai Jinzōningen Jūkyū-gō)                 | 2010. június 6.      |
| 61 | No Victory for Android 19! Enter Super Vegeta! Jūkyū-gō ni Shōki Nashi! Okurete Kita Sūpā Bejīta (19号に勝機なし! 遅れてきた超ベジータ; Hepburn: Jūkyū-gō ni Shōki Nashi! Okurete Kita Sūpā Bejīta)                                                                 | 2010. június 13.     |
| 62 | Piccolo's Assault! Android 20 and the Twisted Future! Pikkoro Kyōshū! Kieta Nijū-ō to Nejireru Mirai (ピッコロ強襲! 消えた20号とねじれる未来; Hepburn: Pikkoro Kyōshū! Kieta Nijū-ō to Nejireru Mirai)                                                              | 2010. június 20.     |
| 63 | The Hunt for Doctor Gero! Discover the Hidden Laboratory! Tsuigeki! Dokutā Gero... Nazo no Kenkyūjo o Sagase! (追撃! ドクター・ゲロ... 謎の研究所を探せ！; Hepburn: Tsuigeki! Dokutā Gero... Nazo no Kenkyūjo o Sagase!)                                            | 2010. június 27.     |
| 64 | Number 17 and Number 18! The Androids Awaken! Jūnana Gō to Jūhachi Gō, Soshite...! Mezameru Jinzōningen-tachi (17号と18号、そして...! 目覚める人造人間たち; Hepburn: Jūnana Gō to Jūhachi Gō, Soshite...! Mezameru Jinzōningen-tachi)                               | 2010. július 11.     |
| 65 | A Sweet Face and Super Power?! Android 18 vs Vegeta! Kawaī Kao de Chō Pawā!? Jūhachi Gō tai Bejīta (かわいい顔で超パワー!? 18号VSべジータ; Hepburn: Kawaī Kao de Chō Pawā!? Jūhachi Gō tai Bejīta)                                                                  | 2010. július 18.     |
| 66 | The Time for Reunification Has Come! Piccolo's Unshakeable Resolve! Hitotsu ni Modoru Toki ga Kita... Pikkoro Saikyō he no Ketsui! (1つに戻る時がきた... ピッコロ最強への決意!; Hepburn: Hitotsu ni Modoru Toki ga Kita... Pikkoro Saikyō he no Ketsui!)            | 2010. augusztus 1.   |
| 67 | Another Time Machine?! Bulma Uncovers a Mystery! Mō Hitotsu no Taimu Mashin!? Buruma ga Shiraseta Misuterī (もう1つのタイムマシン!? ブルマが知らせたミステリー; Hepburn: Mō Hitotsu no Taimu Mashin!? Buruma ga Shiraseta Misuterī)                                 | 2010. augusztus 8.   |
| 68 | The Monster Goes into Motion... Strike of the Super Namekian! Soshite Kaibutsu ga Ugokidasu... Shutsugeki! Sūpā Namekku-seijin da! (そして怪物が動き出す... 出撃! 超ナメック星人だ!; Hepburn: Soshite Kaibutsu ga Ugokidasu... Shutsugeki! Sūpā Namekku-seijin da!) | 2010. augusztus 15.  |
| 69 | I Am Your Brother! The Monster With Goku's Energy! Ore wa Omae no Kyōdai da! Goku no Ki wo Motsu Monsutā (オレはお前の兄弟だ! 悟空の気を持つモンスター; Hepburn: Ore wa Omae no Kyōdai da! Goku no Ki wo Motsu Monsutā)                                             | 2010. augusztus 22.  |
| 70 | The Dizzying Deception and the Daring Escape! Defeat the Android Cell! Uzumaku Senryaku, Taiyōken! Jinzōningen Seru o Oe (渦巻く策略、太陽拳! 人造人間セルを追え; Hepburn: Uzumaku Senryaku, Taiyōken! Jinzōningen Seru o Oe)                                       | 2010. augusztus 29.  |
| 71 | The Hunt for Cell Is On! Goku, Back in Action! Shinshutsu-Kibotsu no Seru o Ute! Tsui-ni Fukkatsu, Son Gokū! (神出鬼没のセルを討て! ついに復活、孫悟空!; Hepburn: Shinshutsu-Kibotsu no Seru o Ute! Tsui-ni Fukkatsu, Son Gokū!)                                    | 2010. szeptember 5.  |
| 72 | Break the Super Saiyan Barrier! Into the Hyperbolic Time Chamber! Sūpā Saiyajin o Koero! Iza, Seishin to Toki no Heya e (超サイヤ人を超えろ! いざ、精神と時の部屋へ; Hepburn: Sūpā Saiyajin o Koero! Iza, Seishin to Toki no Heya e)                                | 2010. szeptember 12. |
| 73 | The Super Namekian Powers Up! Piccolo vs. Android 17! Kore ga Sūpā Namekku-seijin no Chikara! Jūnana Gō Tai Pikkoro (これは、超ナメック星人の力! 17号対ピッコロ!; Hepburn: Kore ga Sūpā Namekku-seijin no Chikara! Jūnana Gō Tai Pikkoro)                           | 2010. szeptember 19. |
| 74 | Run Android 17! Piccolo's All-or-Nothing Struggle! Nigero Jūnana Gō! Pikkoro, Kenmei no Kōsen (逃げろ17号! ピッコロ、懸命の抗戦; Hepburn: Nigero Jūnana Gō! Pikkoro, Kenmei no Kōsen)                                                                               | 2010. szeptember 26. |
| 75 | Power Unknown! Android 16 Breaks His Silence! Jitsu-ryoku Mi-chisū! Kamoku na Senshi Jūroku Gō, Ugoku (実力未知数! 寡黙な戦士16号、動く; Hepburn: Jitsu-ryoku Mi-chisū! Kamoku na Senshi Jūroku Gō, Ugoku)                                                          | 2010. október 3.     |
| 76 | Tien's Desperate Attack! Save Your Friends, Goku! Tenshinhan, Kesshi no Shin Kikōhō! Senyū o Sukue, Son Gokū (天津飯、決死の新気功砲! 戦友を救え、孫悟空; Hepburn: Tenshinhan, Kesshi no Shin Kikōhō! Senyū o Sukue, Son Gokū)                                      | 2010. október 10.    |
| 77 | Beyond Super Saiyan! Vegeta Confronts the Monster Cell! Sūpā Saiyajin o Koeta! Futeki na Bejīta, Seru o Utsu (超サイヤ人を超えた! 不敵なべジータ、セルを討つ; Hepburn: Sūpā Saiyajin o Koeta! Futeki na Bejīta, Seru o Utsu)                                        | 2010. október 17.    |

## Cell Saga (78-98. rész) (2010-2011)
Cellnek a C17-es robot után, sikerül beleolvasztania testébe a C18-as robot. Mikor eléri a tökéletes fázist, a csillagharcosok sem tudnak vele mit kezdeni. Ekkor azonban egy harci tornát szervez.
Nyitódal
Dragon Soul – előadó: Takayoshi Tanimoto (epizódok: 1 – 98)
Záródal
"Kokoro no Hane" (心の羽根; Hepburn: "Wings of the Heart") – előadó: AKB48 (epizódok: 55 – 98)
| #  | Epizód címe | Első japán sugárzás              |
| -- | --- | -------------------------------- |
| 78 | Cell on the Verge of Defeat! Krillin, Destroy Android 18! Seru Dotō no Kuyashigari! Kuririn, Jūhachi Gō o Hakai se yo (セル怒涛の悔しがり! クリリン、１８号を破壊せよ; Hepburn: Seru Dotō no Kuyashigari! Kuririn, Jūhachi Gō o Hakai se yo)         | 2010. október 24.                |
| 79 | The Battle Turns for the Worst... Cell Attacks Android 18! Soshite Sai'aku no Jitai he... Seru, Jūhachi Gō ni Osoikakaru! (そして最悪の事態へ... セル、１８号に襲いかかる!; Hepburn: Soshite Sai'aku no Jitai he... Seru, Jūhachi Gō ni Osoikakaru!) | 2010. október 31.                |
| 80 | The Tables Are Turned! Witness the Power of Perfection! Keisei Gyakuten! Kanzentai Seru, Tsui ni Shidō (形勢逆転! 完全体セル、ついに始動; Hepburn: Keisei Gyakuten! Kanzentai Seru, Tsui ni Shidō)                                                   | 2010. november 7.                |
| 81 | Vegeta's Final Push! Defeat the Invincible Cell! Bejīta Zenryoku no Ichigeki! Shikashi Takamaru Seru no Kyōfu (ベジータ全力の一撃! しかし高まるセルの恐怖; Hepburn: Bejīta Zenryoku no Ichigeki! Shikashi Takamaru Seru no Kyōfu)                    | 2010. november 14.               |
| 82 | The Strongest Super Saiyan! Trunks' Power Unleashed! Chō Pawā Kakusei! Chichi o Koeta Torankusu (超パワー覚醒! 父を超えたトランクス; Hepburn: Chō Pawā Kakusei! Chichi o Koeta Torankusu)                                                            | 2010. november 21.               |
| 83 | Cell Invades the Airwaves! Announcing,"The Cell Games Terebi ga Nottorareta! Seru Gēmu Kaiken Namahō (テレビが乗っ取られた! セルゲーム会見生放; Hepburn: Terebi ga Nottorareta! Seru Gēmu Kaiken Namahō)                                             | 2010. november 28.               |
| 84 | Training Complete! Goku Sizes Up the Competition! Shūgyou Kanryō! Gokū, Datō Seru ni Yoyō Ari?! (修行完了! 悟空、打倒セルに余裕あり!?; Hepburn: Shūgyou Kanryō! Gokū, Datō Seru ni Yoyō Ari?!)                                                       | 2010. december 5.                |
| 85 | The Truce is Broken! The Defense Force Strikes Back at Cell! Yaburareta Kyūsoku! Bōeigun, Seru ni Sōkōgeki (破られた休息! 防衛軍、セルに総攻撃; Hepburn: Yaburareta Kyūsoku! Bōeigun, Seru ni Sōkōgeki)                                              | 2010. december 12.               |
| 86 | A New Guardian! The Return of the Dragon Balls! Atarashī Kamisama! Doragon Bōru Tsui ni Fukkatsu (新しい神様! ドラゴンボール遂に復活; Hepburn: Atarashī Kamisama! Doragon Bōru Tsui ni Fukkatsu)                                                     | 2010. december 19.               |
| 87 | Hercule Takes the Stage! The Curtain Rises on the Cell Games Satan Gundan Ōabare! Seru Gēmu no Makuaki (サタン軍団大暴れ! セルゲームの幕開; Hepburn: Satan Gundan Ōabare! Seru Gēmu no Makuaki)                                                      | 2010. december 26.               |
| 88 | Showdown! Cell vs. Goku! Kessen! Seru Tai Son Gokū (決戦! セル対孫悟Kessen! Seru Tai Son Gokū) | 2011. január 9.                  |
| 89 | Battle at the Highest Level! Goku Goes All Out! Saikō Reberu no Tatakai! Seru o Taose, Son Gokū (最高レベルの戦い! セルを倒せ、孫悟空; Hepburn: Saikō Reberu no Tatakai! Seru o Taose, Son Gokū)                                                     | 2011. január 16.                 |
| 90 | The Opening Round Is Concluded! Goku's Moment of Decision! Shitō ni Ketchaku! Gokū Ketsudan no Toki (死闘に決着! 悟空決断の時; Hepburn: Shitō ni Ketchaku! Gokū Ketsudan no Toki)                                                                    | 2011. január 23.                 |
| 91 | Get Angry, Gohan! Release Your Hidden Power! Ikare Gohan! Nemureru Chikara o Hodoki (怒れ悟飯! 眠れる力を解き; Hepburn: Ikare Gohan! Nemureru Chikara o Hodoki)                                                                                      | 2011. január 30.                 |
| 92 | Tears For An Android! Gohan's Inner Rage Bursts Forth! Sora ni Kieta Namida! Gohan, Ikari no Chō Kakusei (空に消えた涙! 悟飯、怒りの超覚醒; Hepburn: Sora ni Kieta Namida! Gohan, Ikari no Chō Kakusei)                                              | 2011. február 6.                 |
| 93 | Unleash the Warrior Within! Gohan Takes the Offensive! Mayoi-naki Tōshi! Gohan, Seru Junia Funsai (迷いなき闘志! 悟飯、セルジュニア粉砕; Hepburn: Mayoi-naki Tōshi! Gohan, Seru Junia Funsai)                                                        | 2011. február 13.                |
| 94 | Perfection's End! A Fury, Beyond Super Saiyan! Kanzentai Hōkai! Sakuritsu, Ikari no Chō Tekken (完全体崩壊! 炸裂、怒りの超鉄拳; Hepburn: Kanzentai Hōkai! Sakuritsu, Ikari no Chō Tekken)                                                            | 2011. február 20.                |
| 95 | A Hero's Sacrifice! Last Chance to Save the World! Bai-Bai Min'na! Kore ga Chikyū o Sukū Yui'itsu no Michi (バイバイみんな! これが地球を救う唯一の道; Hepburn: Bai-Bai Min'na! Kore ga Chikyū o Sukū Yui'itsu no Michi)                              | 2011. március 6.                 |
| 96 | Combine Your Strength! The Final Kamehame-Ha! Chikara Awasero! Saikyō Saigo no Kamehameha (力合わせろ! 最強最後のかめはめ波; Hepburn: Chikara Awasero! Saikyō Saigo no Kamehameha)                                                                   | 2011. március 20.                |
| 97 | A Bittersweet Victory! Until We Meet Again! Egao no Wakare! Atarashī Hibi e... (笑顔の別れ! 新しい日々へ...; Hepburn: Egao no Wakare! Atarashī Hibi e...)                                                                                            | 2011. március 27.                |
| 98 | Peace For the Future! The Spirit of Goku is Forever! Mirai ni Heiwa o! Gokū no Tamashii yo Eien ni (未来に平和を! 悟空の魂よ永遠に; Hepburn: Mirai ni Heiwa o! Gokū no Tamashii yo Eien ni)                                                          | 2011. augusztus 2. (Blu-Ray/DVD) |

## Harcművészetek Nagytornája Saga (99-115. rész (122. rész)) (2014)
Az utolsó történetszálban, 7 év telt el Cell legyőzése óta, és figyelembe vehetjük a harcosok új generációjának szemmel követését. 
Nyitódal
"Kuu-Zen-Zetsu-Go" (空・前・絶・後; Hepburn: "Kuu-Zen-Zetsu-Go") – előadó: Takayoshi Tanimoto (epizódok: 99 – 159)
Záródal
"Haikei Tsuratsusutora" (拝啓ツラツストラ; Hepburn: "Haikei Tsuratsusutora") – előadó: Good Morning America (epizódok: 99 – 111)
"Junjou" (純情; Hepburn: "Pure Heart") – előadó: Leo Ieiri (epizódok: 112 – 123)
Oh Yeah!!!!!!! – előadó: Czecho No Republic (epizódok: 124 – 136)
| #         | Epizód címe | Első japán sugárzás |
| --------- | --- | ------------------- |
| 99        | Seven Years Later! Starting Today, Gohan Is a High School Student Are kara Shichi-nen! Kyō kara Gohan wa Kōkōsei (あれから7年！ 今日から悟飯は高校生; Hepburn: Are kara Shichi-nen! Kyō kara Gohan wa Kōkōsei)                                          | 2014. április 6.    |
| 100       | A New Hero, Great Saiyaman, Is Born! Barechatta! Nyū Hīrō wa Son Gohan (バレちゃった！ 新(ニュー)ヒーローは孫悟飯; Hepburn: Barechatta! Nyū Hīrō wa Son Gohan)                                                                                          | 2014. április 13.   |
| 101       | Videl's Crisis? Gohan's Urgent Call-out! | -                   |
| 102       | A Monster is Taken Away! The Culprit is Great Saiyaman | -                   |
| 103       | Entering the World Martial Arts Tournament! Goten Shows Off His Explosive Power During Training! | -                   |
| 104 (101) | Gohan the Teacher! Videl's Flying Technique Tutorial Gohan ga Sensei! Bīderu no Bukū-jutsu Nyūmon (悟飯が先生！ ビーデルの舞空術入門; Hepburn: Gohan ga Sensei! Bīderu no Bukū-jutsu Nyūmon)                                                            | 2014. április 20.   |
| 105 (102) | The Dragon Team Fully Assembled! Goku Has Come Back! Doragon Chīmu Zen'in Shūgō! Kaettekita Son Gokū!! (ドラゴンチーム全員集合！ 帰ってきた孫悟空!!; Hepburn: Doragon Chīmu Zen'in Shūgō! Kaettekita Son Gokū!!)                                        | 2014. április 27.   |
| 106       | Who Is the World's Greatest? The Tournament Preliminaries Begin! | -                   |
| 107 (103) | Everyone is Surprised! Goten and Trunks' Super Battle! Minna Bikkuri! Goten to Toranksu no Chō Batoru!! (みんなビックリ！悟天とトランクスの超バトル！！; Hepburn: Minna Bikkuri! Goten to Toranksu no Chō Batoru!!)                                     | 2014. május 4.      |
| 108       | The Junior Champ Is Finally Decided! Who Will Fight Against Mr. Satan?" | -                   |
| 109 (104) | Restless Foreboding; A Mysterious Warrior Appears! Haran no Yokan… Nazo no Senshi Arawaru!! (波乱の予感…謎の戦士現る！！; Hepburn: Haran no Yokan… Nazo no Senshi Arawaru!!)                                                                            | 2014. május 11.     |
| 110 (105) | What Happened, Piccolo? An Unexpected Outcome in the First Round Tenka'ichi wa Dare no Te ni! Batoru Roiyaru Kettei-sen!! (天下一は誰の手に！？バトルロイヤル決定戦！！; Hepburn: Tenka'ichi wa Dare no Te ni! Batoru Roiyaru Kettei-sen!!)             | 2014. május 18.     |
| 111       | An Eerie Entity; Who Exactly Is Spopovitch? | -                   |
| 112 (106) | Videl Battered! Gohan's Fury Reaches Its Limit! Bīderu boroboro, Gohan no ikari mo genkai da!! (真打ち登場！立ちはだかる魔王！！; Hepburn: Bīderu boroboro, Gohan no ikari mo genkai da!!)                                                              | 2014. május 25.     |
| 113       | A Creeping Conspiracy! The Target is Gohan | -                   |
| 114 (107) | The Terrifying Secret of the Majin; The Mastermind Revealed! Osoroshiki Majin no Himitsu Kuromaku Shutugen!! (恐ろしき魔人の秘密 黒幕出現！！; Hepburn: Osoroshiki Majin no Himitsu Kuromaku Shutugen!!)                                                | 2014. június 1.     |
| 115 (108) | The Nefarious Wizard Babidi And Demon King Dabura's Trap Gokuaku Madōshi Babidi to Ankoku Makai no Ō Dābura no Wana (極悪魔導師バビディと暗黒魔界の王ダーブラの罠; Hepburn: Gokuaku Madōshi Babidi to Ankoku Makai no Ō Dābura no Wana)                 | 2014. június 8.     |
| 116 (109) | Don't Sell Super Saiyans Short! Vegeta and Goku's Full-Bore Power! Sūpā Saiya-jin o Nameru na! Bejīta to Gokū no Zenkai Pawā! (超サイヤ人をナメるな！ベジータと悟空の全開パワー！; Hepburn: Sūpā Saiya-jin o Nameru na! Bejīta to Gokū no Zenkai Pawā!) | 2014. június 15.    |
| 117 (110) | Whither Victory? A Battle Royal Championship Match! Tenka'ichi wa Dare no Te ni! Batoru Roiyaru Kettei-sen!! (天下一は誰の手に！？バトルロイヤル決定戦！！; Hepburn: Tenka'ichi wa Dare no Te ni! Batoru Roiyaru Kettei-sen!!)                          | 2014. június 22.    |
| 118 (111) | Stunning Youngsters! No. 18's Uphill Battle Chibikko Osorubeshi!! Dai-Kusen no Jūhachi-Gō (チビッコ恐るべし！！大苦戦の18号; Hepburn: Chibikko Osorubeshi!! Dai-Kusen no Jūhachi-Gō)                                                                    | 2014. június 29.    |
| 119 (112) | Enter the Headliner! The Looming Demon King! Shin'uchi Tōjō! Tachihadakaru Maō!! (真打ち登場！立ちはだかる魔王！！; Hepburn: Shin'uchi Tōjō! Tachihadakaru Maō!!)                                                                                       | 2014. július 6.     |
| 120 (113) | A Heart of Evil Awakened; Vegeta, Prince of Destruction Somigaeru Jashin Hakai ōji Bejīta! (よみがえる邪心 破壊王子ベジータ！; Hepburn: omigaeru Jashin Hakai ōji Bejīta!)                                                                              | 2014. július 13.    |
| 121 (114) | I am the Strongest! The Clash of Goku vs. Vegeta Saikyō wa Ore da! Gekitotsu Gokū Tai Bejīta (最強はオレだ！激突 悟空ＶＳベジータ; Hepburn: Saikyō wa Ore da! Gekitotsu Gokū Tai Bejīta)                                                                | 2014. július 20.    |
| 122 (115) | Countdown to Revival: Crush Babidi’s Ambitions! SFukkatsu e no Kauntodaun, Babidi no Yabō o Uchikudake! (復活へのカウントダウン バビディの野望を打ち砕け！; Hepburn: SFukkatsu e no Kauntodaun, Babidi no Yabō o Uchikudake!)                           | 2014. augusztus 3.  |

## Majin Buu (Bubu) Saga (116-133. rész (123-140. rész)) (2014)
Az utolsó történetszálban, hamarosan egy új ellenfél, a varázserővel rendelkező Babidi jelenik meg, és keseríti meg a harcosok életét. Kreatúrája, Bubu bukkan fel, akit szintén pusztításra hoztak létre. Legyőzéséhez már új technikákra: harmadik szintű csillagharcosi erőre és fúzióra van szüksége a csillagharcosoknak.
Nyitódal
"Kuu-Zen-Zetsu-Go" (空・前・絶・後; Hepburn: "Kuu-Zen-Zetsu-Go") – előadó: Takayoshi Tanimoto (epizódok: 99 – 159)
Záródal
"Haikei Tsuratsusutora" (拝啓ツラツストラ; Hepburn: "Haikei Tsuratsusutora") – előadó: Good Morning America (epizódok: 99 – 111)
"Junjou" (純情; Hepburn: "Pure Heart") – előadó: Leo Ieiri (epizódok: 112 – 123)
Oh Yeah!!!!!!! – előadó: Czecho No Republic (epizódok: 124 – 136)
| #         | Epizód címe | Első japán sugárzás  |
| --------- | --- | -------------------- |
| 123 (116) | The Seal is Released!? Gohan's Kamehame-Ha of Resistance Toketa Fūin!? Gohan no Teikō no Kamehameha (解けた封印！？ 悟飯抵抗のかめはめ波; Hepburn: Toketa Fūin!? Gohan no Teikō no Kamehameha)                                      | 2014. augusztus 10.  |
| 124 (117) | Straightaway Into Despair? The Terror of Majin Buu Zetsubō e Itchokusen!? Majin Bū no Kyōfu (絶望へ一直線！？ 魔人ブウの恐怖; Hepburn: Zetsubō e Itchokusen!? Majin Bū no Kyōfu)                                                    | 2014. augusztus 17.  |
| 125 (118) | Turn Into Candy! A Hungry Majin's Bizarre Power! Okashi ni Nacchae! Harapeko Majin no Bukimi Pawā (お菓子になっちゃえ！ 腹ペコ魔人の不気味パワー; Hepburn: Okashi ni Nacchae! Harapeko Majin no Bukimi Pawā)                        | 2014. augusztus 24.  |
| 126 (119) | I Will Deal With the Majin! Vegeta's Final Mortal Combat! Majin wa Ore ga Katazukeru, Bejīta Saigo no Kesshi-sen! (魔人はオレがかたづける ベジータ最期の決死戦！; Hepburn: Majin wa Ore ga Katazukeru, Bejīta Saigo no Kesshi-sen!) | 2014. augusztus 31.  |
| 127 (120) | For His Beloved Ones... The End of the Proud Warrior! Aisu Beki Mono no Tame ni... Hokori Takaki Senshi no Saigo! (愛すべき者のために… 誇り高き戦士の最期！; Hepburn: Aisu Beki Mono no Tame ni... Hokori Takaki Senshi no Saigo!)  | 2014. szeptember 7.  |
| 128 (121) | A Nightmare Revisited: The Immortal Monster Majin Buu! Akumu Sairai, Fujimi no Kaibutsu, Majin Bū! (悪夢再来 不死身の怪物 魔人ブウ！; Hepburn: Akumu Sairai, Fujimi no Kaibutsu, Majin Bū!)                                         | 2014. szeptember 14. |
| 129 (122) | A Secret Plan to Defeat Buu! Its Name is Fusion Bū o Taosu Hisaku, Sono Na wa Fyūjon! (ブウを倒す秘策 その名はフュージョン！; Hepburn: Bū o Taosu Hisaku, Sono Na wa Fyūjon!)                                                       | 2014. szeptember 21. |
| 130 (123) | Found! A Faint Ray of Hope - Awaken, Warriors! Mieta! Kasukana Kibō, Me o Samase Senshi-tachi!! (見えた！かすかな希望 目を覚ませ戦士達！！; Hepburn: Mieta! Kasukana Kibō, Me o Samase Senshi-tachi!!)                              | 2014. szeptember 28. |
| 131 (124) | Find the Nuisances: Babidi's Retaliation Begins! Jama-sha o Sagase, Babidi no Fukushū Sakusen Kaishi! (邪魔者を探せ バビディの復讐作戦開始！; Hepburn: Jama-sha o Sagase, Babidi no Fukushū Sakusen Kaishi!)                        | 2014. október 5.     |
| 132 (125) | A Time of Trials! Lay Hold of Legendary Powers! Shiren no Toki, Densetsu no Chikara o te ni Irero! (試練の時 伝説の力を手に入れろ！; Hepburn: Shiren no Toki, Densetsu no Chikara o te ni Irero!)                                   | 2014. október 12.    |
| 133 (126) | Hold Majin Buu in Check! Limit - Super Saiyan 3! Majin Bū o Kuitomero, Rimitto! Sūpā Saiya-jin Surī!!" (魔人ブウを食い止めろ 限界！超サイヤ人3!!; Hepburn: Majin Bū o Kuitomero, Rimitto! Sūpā Saiya-jin Surī!!)                    | 2014. október 19.    |
| 134 (127) | True Worth Beginning to Show - The Treacherous Buu! Mie Hajimeta Shinka, Hangyaku no Bū (見え始めた真価 反逆のブウ; Hepburn: Mie Hajimeta Shinka, Hangyaku no Bū)                                                                   | 2014. október 26.    |
| 135 (128) | Silly Looking? Drilling the Fusion Pose! Kakko Warui!? Tokkun, Fyūjon Pōzu! (カッコ悪い!? 特訓、フュージョンポーズ！; Hepburn: Kakko Warui!? Tokkun, Fyūjon Pōzu!)                                                                  | 2014. november 2.    |
| 136 (129) | Bye-bye, Everyone! Goku Returns to the Next World Bai Bai Min'na!! Son Gokū Ano Yo ni Kaeru (バイバイみんな!!孫悟空あの世に帰る; Hepburn: Bai Bai Min'na!! Son Gokū Ano Yo ni Kaeru)                                                | 2014. november 9.    |
| 137 (130) | Gohan Located! Intensive Training in the World of the Kais! Mitsuketa, Gohan! Kaiōshin-kai de Mōtokkun! (見つけた、悟飯！界王神界で猛特訓！; Hepburn: Mitsuketa, Gohan! Kaiōshin-kai de Mōtokkun!)                                  | 2014. november 16.   |
| 138 (131) | Birth of a Merged Superwarrior! His Name is Gotenks! Tanjō! Gattai Chō Senshi Sono Na wa, Gotenkusu!! (誕生！合体超戦士 その名は、ゴテンクス!!; Hepburn: Tanjō! Gattai Chō Senshi Sono Na wa, Gotenkusu!!)                          | 2014. november 23.   |
| 139 (132) | Who Will Defeat Majin Buu? The Mightiest of Men Moves Out!! Majin o Taosu no wa Dareda? Saikyō no Otoko Shidō!! (魔人を倒すのは誰だ？最強の男始動!!; Hepburn: Majin o Taosu no wa Dareda? Saikyō no Otoko Shidō!!)                  | 2014. november 30.   |
| 140 (133) | The Powering Up Continues? Super Gotenks is Achieved! Pawā Appu wa Tsuzuku !? Kansei! Sūpā Gotenkusu! (パワーアップは続く!?完成！超ゴテンクス！; Hepburn: Pawā Appu wa Tsuzuku !? Kansei! Sūpā Gotenkusu!)                          | 2014. december 7.    |

## Evil Buu (Gonosz Bubu) Saga (134-159. rész (141-167. rész)) (2014-2015)
Bubu kezdi elveszteni a kontrollt önmaga felett, és dühének gőzéből létrejön egy új lény: Bubu gonosz oldala. A jó és gonosz Bubu összecsapnak, és úgy tűnik, a gonosznál van az előny. Jó Bubu megpróbálja csokoládévá változtatni ellenfelét, de a támadás visszapattan rá, s végül ő lesz az, akit elfogyasztanak. Az így létrejövő Bubu erősebb, de ugyanolyan gonosz.
Nyitódal
"Kuu-Zen-Zetsu-Go" (空・前・絶・後; Hepburn: "Kuu-Zen-Zetsu-Go") – előadó: Takayoshi Tanimoto (epizódok: 99 – 159)
Záródal
Oh Yeah!!!!!!! – előadó: Czecho No Republic (epizódok: 124 – 136)
GALAXY – előadó: Kyuuso Nekokami (epizódok: 137 – 146)
Don't Let Me Down – előadó: Gacharic Spin (epizódok: 147 – 159)
| #         | Epizód címe | Első japán sugárzás |
| --------- | --- | ------------------- |
| 141 (134) | What Anger Gives Rise To Another Majin! Ikari ga Umidashita mono, Mō Hitori no Majin! (怒りが産み出したモノ もうひとりの魔人！; Hepburn: Ikari ga Umidashita mono, Mō Hitori no Majin!)                                                                                                 | 2014. december 14.  |
| 142 (135) | Buu Gobbles Up Buu! Onslaught of a New Majin! Bū ga Bū o Tabechatta, Aratana Majin Shūrai!! (ブウがブウを食べちゃった 新たな魔人襲来!!; Hepburn: Bū ga Bū o Tabechatta, Aratana Majin Shūrai!!)                                                                                         | 2014. december 21.  |
| 143 (136) | Headlong Rush Into Catastrophe! A One-Hour Time Limit! Hakyoku e Masshigura! Taimu Rimitto wa Ichi Jikan!! (破局へまっしぐら！タイムリミットは1時間!!; Hepburn: Hakyoku e Masshigura! Taimu Rimitto wa Ichi Jikan!!)                                                                    | 2014. december 28.  |
| 144 (137) | Training Complete! You're Finished Now, Majin Buu! Tokkun Kanryō! Kore de Owari da Majin Bū!! (特訓完了！これで終わりだ魔人ブウ; Hepburn: Tokkun Kanryō! Kore de Owari da Majin Bū!!)                                                                                                   | 2015. január 11.    |
| 145 (138) | Eliminating Buu with Ghosts: A Knockout Kamikaze Attack! Obake de Bū Taiji Hissatsu! Kamikaze Atakku!! (オバケでブウ退治 必殺！カミカゼアタック!!; Hepburn: Obake de Bū Taiji Hissatsu! Kamikaze Atakku!!)                                                                              | 2015. január 18.    |
| 146 (139) | Gotenks' Ace in the Hole! Transformation! Super Gotenks 3! Gotenkusu no Totte Oki Henshin! Sūpā Gotenkusu Surī!! (ゴテンクスのとっておき 変身！超ゴテンクス３！！; Hepburn: Gotenkusu no Totte Oki Henshin! Sūpā Gotenkusu Surī!!)                                                      | 2015. január 25.    |
| 147 (140) | On a Roll! Buu-Buu-Volleyball! Nori-Nori! Bū-Bū Barēbōru! (ノリノリ！ブウブウバレーボール！; Hepburn: Nori-Nori! Bū-Bū Barēbōru!) | 2015. február 1.    |
| 148 (141) | Thanks for Waiting, Everyone! A Reborn Gohan Heads for Earth! O Matase Min'na! Shinsei Gohan, Chikyū e!!" (ノお待たせみんな！新生悟飯、地球へ!!; Hepburn: O Matase Min'na! Shinsei Gohan, Chikyū e!!)                                                                                   | 2015. február 8.    |
| 149 (142) | Buu Overwhelmed! Ultimate Gohan's Super Power! Bū o Attō! Arutimetto Gohan no Sūpā Pawā!! (ブウを圧倒！究極悟飯の超パワー！！; Hepburn: Bū o Attō! Arutimetto Gohan no Sūpā Pawā!!) | 2015. február 15.   |
| 150 (143) | Buu's Sinister Scheme: Gotenks is Absorbed Bū no Warudakumi Gotenkusu Kyūshū!? (ブウの悪巧み ゴテンクス吸収！？; Hepburn: Bū no Warudakumi Gotenkusu Kyūshū!?) | 2015. március 1.    |
| 151 (144) | The Elder Kai's Brainstorm! Return to Life, Goku Dai Kaiōshin no Myōan! Yomigaere Son Gokū!! (大界王神の妙案！よみがえれ孫悟空！！; Hepburn: Dai Kaiōshin no Myōan! Yomigaere Son Gokū!!)                                                                                               | 2015. március 15.   |
| 152 (145) | Miracles Happen Once... Will Goku and He Make the Ultimate Combination? Kiseki wa Ichido… Naru ka Gokū to Aitsu Chō-Gattai (奇跡は一度… なるか悟空とアイツの超合体; Hepburn: Kiseki wa Ichido… Naru ka Gokū to Aitsu Chō-Gattai)                                                        | 2015. március 22.   |
| 153 (146) | Invincible! The Ultimate Warrior Vegito Muteki! Kyūkyoku no senshi Bejitto! (無敵！究極の戦士ベジット！; Hepburn: Muteki! Kyūkyoku no senshi Bejitto!) | 2015. március 29.   |
| 154 (147) | Buu's Ace in the Hole! The Warriors Are Absorbed! Buu no Oku no Te! Kyūshū Sareta Senshi-tachi!! (ブウの奥の手！吸収された戦士たち！！; Hepburn: Buu no Oku no Te! Kyūshū Sareta Senshi-tachi!!)                                                                                        | 2015. április 5.    |
| 155 (148) | Rescue Gohan and the Others! Goku and Vegeta's Infiltration Mission! Gohan-tachi o Tasukedase! Gokū to Bejīta no Sennyū Sakusen (Misshon)! (悟飯たちを助け出せ！悟空とベジータの潜入作戦(ミッション)！; Hepburn: Gohan-tachi o Tasukedase! Gokū to Bejīta no Sennyū Sakusen (Misshon)!) | 2015. április 12.   |
| 156 (149) | Emergency Escape from the Body! Buu's Retrogression Into Evil! Tainai Kara Kinkyū Dasshutsu! Bū Saiaku e no Gyaku-Henshin!! (体内から緊急脱出！ブウ最悪への逆変身！！; Hepburn: Tainai Kara Kinkyū Dasshutsu! Bū Saiaku e no Gyaku-Henshin!!)                                           | 2015. április 19.   |
| 157 (150) | Earth Destroyed! The Initial Buu's Nefarious Strike Chikyū Shōmetsu!! Hajimari no Bū no Hidōna Ichigeki!! (地球消滅！！始まりのブウの非道な一撃！！; Hepburn: Chikyū Shōmetsu!! Hajimari no Bū no Hidōna Ichigeki!!)                                                                    | 2015. április 26.   |
| 158 (151) | A Final Showdown at the Summit! Face-Off in the World of the Kais! Saigo no Chōjō Kessen! Kaiōshin-kai de Ketchaku da!! (最後の頂上決戦！界王神界で決着だ！！; Hepburn: Saigo no Chōjō Kessen! Kaiōshin-kai de Ketchaku da!!)                                                           | 2015. május 3.      |
| 159 (152) | Hang In There, Kakarot! You Are No. 1! Ganbare Kakarotto! Omae ga Nanbā Wan da!! (頑張れカカロット！お前がＮｏ．１だ！！; Hepburn: Ganbare Kakarotto! Omae ga Nanbā Wan da!!) | 2015. május 10.     |
| 160 (153) | A One-Minute Match-Up! Vegeta's Life-Threatening Stall for Time! Shōbu wa Ippunkan Bejīta Inochigake no Jikan Kasegi! (勝負は１分間 ベジータ命懸けの時間稼ぎ！; Hepburn: Shōbu wa Ippunkan Bejīta Inochigake no Jikan Kasegi!)                                                          | 2015. május 17.     |
| 161 (154) | An Inspired Strategy Make Two Wishes Come True! Hirameita Hisaku Futatsu no Negai o Kanaetamae! (閃いた秘策 ２つの願いを叶えたまえ！; Hepburn: Hirameita Hisaku Futatsu no Negai o Kanaetamae!)                                                                                         | 2015. május 24.     |
| 162 (155) | Share Your Spirit Energy with Me! I'm Making a Huge Spirit Bomb! Ora ni Genki o Waketekure! Tsukuru ze Dekkai Genki-Dama!! (オラに元気を分けてくれ！作るぜでっかい元気玉！！; Hepburn: Ora ni Genki o Waketekure! Tsukuru ze Dekkai Genki-Dama!!)                                       | 2015. május 31.     |
| 163 (156) | You Are the Savior of the World! Everybody's Spirit Bomb Completed! Sekai no Kyūseishu wa Omaeda! Min'na no Genki-Dama Kansei!! (世界の救世主はおまえだ！みんなの元気玉完成！！; Hepburn: Sekai no Kyūseishu wa Omaeda! Min'na no Genki-Dama Kansei!!)                                  | 2015. június 7.     |
| 164 (157) | You Really Are the Greatest, Goku!! The Demise of Majin Buu Yappari Saikyō Son Gokū!! Majin Bū Shōmetsu (やっぱり最強孫悟空！！魔人ブウ消滅; Hepburn: Yappari Saikyō Son Gokū!! Majin Bū Shōmetsu)                                                                                      | 2015. június 14.    |
| 165       | Peace Returns! A Time of Rest for the Warriors! | -                   |
| 166 (158) | And So, Ten Years Later... A Long-Awaited World Martial Arts Tournament! Soshite Jūnengo… Hisashiburi no Tenka’ichi Budōkai! (そして１０年後…久しぶりの天下一武道会！; Hepburn: Soshite Jūnengo… Hisashiburi no Tenka’ichi Budōkai!)                                                    | 2015. június 21.    |
| 167 (159) | Even Stronger! Goku's Dream is Never-Ending! Motto Tsuyoku! Gokū no Yume wa Owaranai!! (もっと強く！悟空の夢は終わらない！！; Hepburn: Motto Tsuyoku! Gokū no Yume wa Owaranai!!) | 2015. június 28.    |